# Harald Klak
Harald 'Klak' Halfdansson (c.785-844) fue un caudillo vikingo, rey de Jutlandia, Dinamarca (y posiblemente de otros territorios daneses) hacia 812–814 (rey de Haithabu) en un primer periodo, y de nuevo entre 819–827 (rey de Rüstringen).
No hay registros certeros sobre la paternidad de Harald, aunque la historia apunta a un caudillo vikingo al servicio de Carlomagno llamado Halfdan pero se sabe que tuvo por lo menos tres hermanos: Anulo (m. 812), Ragnfrid (m. 814) y Hemming Halfdansson (m. 837). Una entrada del año 837 en los Anales de Fulda cita a Hemming como hijo de Halfdan, es la única mención a la paternidad de una fuente primaria. 
Según los Annales Bertiniani, Harald Klak era tío del caudillo vikingo en Frisia, Rorik de Dorestad. Los Annales Xantenses mencionan que Rorik era hermano de Harald el Joven aunque bastantes historiadores modernos ven esto una contradicción y prefieren identificar a Rorik como presunto quinto hijo de Halfdan.
Varios registros históricos involucran a Harald Klak en los entresijos y luchas por el poder entre diferentes caudillos daneses por gobernar Dinamarca, tras la muerte del rey Hemming, que desembocó en los turbulentos años de una guerra civil (812–814). Lo cierto es que hubo dos etapas de su reinado con un breve intermedio cuando fue depuesto por otros caudillos, los Annales regni Francorum, en su entrada para el año 815 se centran en la campaña para la restauración del trono de Harald. Luis el Piadoso ordenó a los sajones y abroditas prepararse para la campaña de guerra, pero aquel invierno fue muy suave y el hielo del río Eider se había derretido en dos ocasiones, por lo que la campaña fue abortada. No fue hasta mayo que las fuerzas imperiales encabezadas por el emisario real Baldrich recibieron órdenes de ayudar a Harald, cruzaron el río por la tierra llamada Silendi (más tarde Ducado de Schleswig). 
Desde Silendi marcharon hacia delante y al séptimo día, acamparon en la costa de [el nombre ha desaparecido en el manuscrito]. Allí permanecieron durante tres días, pero los hijos de Godofredo I de Dinamarca, que habían levantado un gran ejército y fletado doscientas naves, estaban en una isla a tres millas de la playa y no se atrevieron a comprometerse. Por lo tanto, tras pasar por territorios colindantes decidieron regresar a Sajonia, que en aquel momento celebraban la asamblea general con su emperador en Paderborn.
Mientras la campaña de guerra se centró en el saqueo de algunas áreas controladas por los daneses, el principal objetivo no se consiguió y Harald regresó con las tropas. Los anales informan de las conclusiones de la asamblea: "Él [Luis] trató los asuntos de los eslavos y de Heriold, y dejando a Heriold atrás en Sajonia, regresó a su palacio en Fráncfort del Meno." Harald aparentemente siguió con sus incursiones contra sus rivales. La entrada para 817 cita:
"Por la persistente agresión de Harold, los hijos de Godofredo, rey de los daneses, enviaron una embajada al emperador [Luis], solicitando la paz, con la promesa de preservarla. Esto pareció más un acto de hipocresía que verdad, por lo que fue desestimada y siguió el apoyo a Harald contra ellos."
Otro intento tuvo lugar en 819, otra vez con apoyo de los abroditas, ahora con más éxito tras conversaciones y acuerdos con los hijos de Godofredo, compartiendo Harald el trono con dos de ellos en 821. Uno de ellos fue probablemente Horik el Viejo. Los anales francos citan:
"Por orden del emperador [Luis], Heriold tomó sus naves con los abroditas y regresó a su patria para tomar el poder del reino. Se dice que dos de los hijos de Godofrid han formado una alianza con él para compartir el trono; otros dos han sido expulsados del reino. Pero se cree que esto se ha hecho por traición."
Una entrada para el año 821 se cita:
"Todo tranquilo en el frente danés durante este año, y Heriold fue recibido como co-gobernante por los hijos de Godofrid. Se cree que este ha sido la causa de las relaciones pacíficas entre ellos durante este tiempo."
En 822, la asamblea general se celebró en Fráncfort del Meno y las crónicas resaltan que "Embajadas de Nordmannia estuvieron también en esta asamblea, Heriold así como los hijos de Godofredo".
En 823, vuelven a surgir tensiones con los gobernantes daneses y Harald. Solicitan la ayuda del emperador Luis para mediar. Los anales francos citan: "También Heriold vino desde Nordmannia, solicitando ayuda contra los hijos de Godofrid. Que amenazaron con expulsarle de su país. Para analizar este asunto más a fondo, se enviaron a los condes Theothari y Hruodmund a visitar a los hijos de Godofrid. Viajando por delante de Heriold estudiaron cuidadosamente la disputa con los hijos de Godofrid, así como la condición de todo el reino de los escandinavos, e informó al emperador de todo lo que podían encontrar sobre estas tierras. Regresaron con el arzobispo Ebo de Reims, que había ido a predicar a las tierras de los daneses por consejo del emperador con la aprobación del pontífice, el Papa Pascual I y había bautizado a muchos conversos en la fe durante el pasado verano." El historiador Coupland anota que estas entradas revelan dos cosas. Primero que la "situación política en Dinamarca permanecía extremadamente tensa" y segundo que el emperador Luis continuaba interfiriendo en los asuntos daneses. El motivo tras su interés en el país escandinavo no aparece en las fuentes primarias. En el libro "An Introduction to the Viking History of Western Europe, Viking Antiquities in Great Britain and Ireland" (1940) de Haakon Shetelig, teoriza que Luis estaba trazando las bases para una "invasión militar y ocupación de Dinamarca". Mientras la teoría tiene sentido, Coupland añade que ignora el contexto. Las "tierras vecinas eslavas" de Francia estaban en proceso de ser territorios dependientes y sus caudillos subordinados a Luis. El emperador pudo haber visionado Dinamarca como otro protectorado de Francia.
De los Annales regni Francorum:
"Al mismo tiempo Herioldo vino con su esposa y un gran número de daneses y fueron bautizados con su séquito en Maguncia. El emperador le obsequió con muchos regalos antes de su regreso por el camino de Frisia, la ruta por la que vino. En esa provincia se le concedió un territorio, el condado de Rüstringen, para que pudiera refugiarse con sus posesiones si estuviera en peligro."
De la Vita Hludovici:
"Heriold con su esposa y muchos daneses aparecen en las regiones de los hombres del norte, él fue bautizado en Saint-Albans en Maguncia con todo su séquito y fue agasajado por el emperador con muchos regalos. Como el emperador piadoso tenía miedo de que él renunciase a vivir en su patria, le dio un condado en Frisia, llamado Rüstringen, donde él y su compañía podían recogerse si era necesario."
De los Annales Xantenses:
"El emperador Luis celebró un sínodo episcopal en Ingelheim, y aquí un gran número de hombres del norte llegaron a él, y un líder de ellos llamado Haraldr (latín: Heriodus) y su esposa fueron bautizados, y con ellos más de 400 personas de ambos sexos."
De la Vita Ansgarii de Rimberto:
"Después de esto aconteció que un rey llamado Heriold (Latín: Herioldus), que gobernaba algunos de los daneses, fue asaltado por el odio y la maldad, y fue expulsado de su reino por los otros reyes de la misma provincia. Vino a su serena majestad el emperador Ludovico y pidió si él podría ser considerado digno de recibir su ayuda para que pudiera ser capaz de recuperar su reino. Mientras que el emperador lo mantuvo en su corte le instó, mediante la persuasión personal y a través de otros, aceptar la fe cristiana, porque sería entonces una amistad más íntima entre ellos, y para un pueblo cristiano sería más fácil acudir en su ayuda y la de sus amigos si ambos pueblos adoraban al mismo Dios. Por fin, con la ayuda de la gracia divina, que provocó su conversión, y cuando él hubo sido rociado con el agua bendita del bautismo, él mismo lo recibió de la fuente sagrada y lo adoptó como hijo. Cuando, entonces, deseó que se le enviara de vuelta a su tierra con el fin de que pudiera, por su ayuda, tratar de recuperar sus dominios, que comenzó a hacer una diligente acción con el propósito de que pudiera encontrar a un hombre santo y devoto que pudiese ir y continuar con él, y que pudiera fortalecer a él y a su pueblo, y por la enseñanza de la doctrina de la salvación podría inducirlos a recibir la fe del Señor."
Durante el reinado de Ludovico Pío, el imperio franco no tenía una flota efectiva y eso comportaba una defensa débil de la costa de Frisia. La motivación para conceder a Harald un feudo en Frisia posiblemente tenía que ver con el compromiso del danés a defender la costa contra futuras incursiones vikingas. El centro de su feudo se encontraba en el noroeste de Alemania, al oeste de Oldenburg. Este pudo ser el primer territorio franco dado a un danés.
Adán de Bremen data el bautismo después de otro derrocamiento de Harald:
"El rey de los daneses, Harald (latín: Haraldus). Despojado de su reino por los hijos de Godofrid, llegó a Louis con una súplica. Y siendo instruido en la doctrina de la fe cristiana, fue bautizado en Maguncia con su esposa y hermano y una gran multitud de los daneses, el emperador lo levantó de la fuente sagrada, y resolvió devolverle al trono, le dio un feudo sobre el Elba y, para resistir a los piratas, concedió a su hermano Harekr (latín: Horuch) una parte de Frisia. (Los daneses siguen reclamando el territorio como si fuera legítimamente suyo)" Harekr no se menciona en ninguna otra fuente.

## Regreso a Dinamarca y últimos días
A su regreso a Dinamarca, Harald estuvo acompañado probablemente por Ansgar y un grupo de monjes que pudieron haber sido en este tiempo los primeros en fundar una iglesia cristiana en Hedeby, así como una escuela donde doce niños daneses (algunos de los cuales procedían de la casa de Harald) debían ser educados como sacerdotes. La Vita Ansgarii menciona:
"Los dos monjes [voluntarios para viajar con Harald] fueron llevados posteriormente ante el rey, quien se mostró satisfecho por su buena disposición y deseo de llevar a cabo esta tarea, y les dio todo lo necesario para el desempeño de sus funciones ministeriales, también los casos por escrito, tiendas y otras cosas que serían útiles y que parecía probable que necesitasen en su gran viaje. Él les ordenó ir con Harald y les solicitó que dedicasen la máxima atención a su profesión de fe y por sus exhortaciones piadosas para confirmar en la fe tanto a Harald como a su compañía que habían sido bautizados con él, por temor a las tentaciones del diablo para volver a sus antiguos errores, y al mismo tiempo por su predicación e instar a otros a aceptar la religión cristiana. Después de haber sido despedidos luego por el emperador pues no tenían nada para hacer como servicio doméstico, ya que nadie de la casa del abad iba con ellos por propia voluntad, y que no obligaría a nadie a ir en contra de su voluntad."
"Harald, a los que se había comprometido, era todavía ignorante y sin educación en la fe, y no sabía cómo los siervos de Dios debían comportarse. Por otra parte, los acompañantes de su reciente converso séquito, estaban educados en una fe muy diferente y no prestaban mucha atención. Comenzando entonces con considerables dificultades, llegaron a Colonia. En ese momento hubo un venerable obispo llamado Hadbold (819–842) que tuvo compasión de sus necesidades y les regaló una nave donde pudiesen colocar sus pertenencias y donde había dos aposentos que habían sido preparadas para ellos. Cuando Harald vio el barco, decidió permanecer con ellos, para que él y los demás tuvieran una cabina. Esto ayudó a promover un incremento de estima y buena voluntad entre ellos, su séquito también, y a partir de ese momento, prestaron atención a sus necesidades. Dejando el barco pasaron a través de Dorestad y cruzando el territorio vecino de los frisones llegaron a la frontera danesa. Como el rey Harald no podía, por el momento, obtener la posesión pacífica de su reino, el emperador le dio un lugar más allá del río Elba [Rüstringen] de modo que si fuera necesario se podría detener allí."
Sin embargo, al segundo año después de su regreso a Dinamarca, en 827, fue nuevamente expulsado por los gobernantes daneses, hijos de Gudfred. Uno de ellos era Horik I. Los anales regios mencionan en el año 827:
"El emperador [Luis] celebró dos asambleas. Uno de ellos fue en Nimega porque Hohrek, (Latín: Hohrici), hijo de Godofrid, el rey de los daneses, había prometido falsamente presentarse ante el emperador." Más tarde, en el mismo año, se menciona el derrocamiento de Harald: "Mientras tanto los reyes de los daneses, es decir, los hijos de Godofrid, privaron a Heriold de su parte del reino le obligaron a abandonar Nordmannia".
La razón para desposeerle no se menciona aunque es probable que la introducción del cristianismo puede ser una razón que le hizo impopular entre sus súbditos. Harald probablemente se retiró a sus tierras de Rüstringen.
La guerra continuó al año siguiente. Los anales regios mencionan:
"Cerca de la frontera de Nordmannia en las negociaciones que entre tanto se han previsto para ratificar la paz entre los hombres del norte y los francos y para discutir el asunto de Heriold. Para esto condes y margraves de casi todos los rincones de Sajonia. Pero Heriold estaba sediento de acción. Rompió la paz que habían acordado y confirmado por rehenes, y quemaron y saquearon algunos pueblos pequeños de los hombres del norte. Al oír esto los hijos de Godefrid inmediatamente se reunieron tropas. Nuestro pueblo estaba estacionado en la orilla del río Eider, sin esperar ningún problema. Los hijos de Godefrid avanzaron, cruzaron el río y atacaron a los francos, les despojaron de su castillo y les pusieron en fuga. Se llevaron todo de ellos y se retiraron con todas las fuerzas a su campamento. Luego deliberaron sobre cómo protegerse de la venganza por esta acción. Se envió una embajada al emperador y explicaron que la necesidad ha obligado a actuar así, que estaban dispuestos a ofrecer una satisfacción, y que estaba totalmente en manos del emperador que rectificaciones deberían hacerse con el fin de preservar la paz entre ambas partes."
La Vita Hludovici también culpa a la impaciencia de Harald en la ruptura de las negociaciones:
"Mientras tanto los hijos del ex rey de los daneses Godefrid habían expulsado a Heriold de su reino. El emperador quería ayudar a Heriold, pero también había entrado en un tratado de paz con los hijos de Godefrid, por lo que envió a los condes sajones junto con Heriold con instrucciones para negociar con los enviados y que deberían dejarle participar en la alianza, como antes. Pero Heriold estaba impaciente por la demora, se quemaron algunas aldeas sin nuestro conocimiento y se llevaron el botín. Inmediatamente los daneses asaltaron a nuestro pueblo por sorpresa, ya que creían que eran nuestros actos, cruzando el río Eider y expulsaron a los presuntos autores de la fortaleza, se lo llevaron todo con ellos y se retiraron a su propio campamento. A medida que se reconoce la situación real y temían una venganza apropiada, por primera vez desestimó mensajeros a los que infligieron una derrota, entonces al emperador, manifestó su decepción y se ofreció para la conciliación una satisfacción adecuada. Encontraron la forma de satisfacer el deseo del emperador, siempre y cuando se mantenga la paz, que el emperador concedió de acuerdo con su deseo y petición."
La Guerra en la frontera continuo hasta por lo menos 829. Al final de aquel año se extendió el rumor que los daneses preparaban una invasión y Luis reunió un ejército para enfrentarse a la amenaza, pero el rumor era falso. Pudo bien ser el mismo Harald quien diseminó el rumor. De todas formas, Harald desaparece de las fuentes y anales francos a finales de 820. Ciertamente fracasó en su intento de recuperar el trono pero probablemente se quedó a vivir entre los francos.

## Muerte
Su hermano Hemming Halfdansson parece que murió en 837 defendiendo Walcheren de incursiones vikingas no identificadas. 
De los Annales Fuldenses:
"Los hombres del norte llegaron a la isla de Walcheren para recoger el danegeld (tributo) y el 17 de junio mataron a Eggihard, el conde de aquel lugar, y Hemingr, hijo de Halfdan, con muchos otros, lo que quedaba de Dorestad y entonces regresaron tras recibir tributo de los frisones. El emperador [Luis] pospuso su viaje a Roma y pasó el invierno en Aachen."
Los Annales Bertiniani mencionan el ataque pero no a Hemming:
"Los hombres del norte cayeron sobre Frisia con el habitual ataque sorpresa. Llegaron sobre gente desprevenida en una isla Walcheren, mataron a muchos de ellos y saquearon aún más. Se quedaron en la isla por cierto tiempo, cobrando tanto tributo como deseaban. Entonces cayeron sobre Dorestad con la misma furia y exigieron tributo de la misma forma. Cuando el emperador tuvo constancia de estos ataques, pospuso su planeado viaje a Roma y no perdió tiempo en dar prisa a la fortaleza de Nimega próxima a Dorestad. Cuando los hombres del norte supieron de su llegada, se retiraron inmediatamente. El emperador convocó una asamblea general y preguntó públicamente a los magnates a quien delegó la tarea de proteger la costa. Se hizo evidente a partir de la discusión, en parte por la imposibilidad de la tarea y en parte por la desobediencia de algunos hombres, no había sido posible para ellos ofrecer resistencia a los atacantes. Entonces fueron enviados abades y condes para someter a los frisones insubordinados. Ahora también, desde entonces estarían en mejores condiciones para resistir sus incursiones, y dio órdenes de que una flota debería estar preparada para atender con mayor rapidez en la persecución en la dirección que fuese necesaria."
De los Annales Fuldenses en 852: 
"Haraldr el hombre del norte, durante los primeros años escapó de la ira de su señor Horekr [Horik I], rey de los daneses, y fue al rey Luis, por quien fue bien recibido. Fue bautizado y aceptado en la fe cristiana, y se mantuvo con honor entre los francos por muchos años. A la larga se convirtió en sospechoso de liderar hombres de las regiones del norte y las antesalas de las marca danesa, actos de dudosa lealtad y traición y fue asesinado por ellos. Harald el Joven, su presunto sobrino, también se le cita como fallecido en 850. A menos que sea una seguna entrada sobre el mismo hecho, el hombre muerto era probablemente Harald Klak. Aunque se argumente que fue Harald el sobrino u otro personaje con el mismo nombre el fallecido, la recepción real de Luis solo parece enfocarse en la figura de Harald Klak. Coupland resalta que Harald fue ejecutado "sobre nada más sustencial que la sospecha de una potencial deslealtad".
Parece que, entre 829 y 852, Harald conservó una imagen de cierta influencia en la región, pero nunca más pudo emprender otra tentativa seria de recuperar el trono danés, tampoco los monarcas francos parecían interesados en enviar más tropas para luchar por su causa. Murió dos años antes que su rival, el rey Horik el Viejo.

## Herederos
Los Annales Bertiniani mencionan a Godofredo Haraldsson que fue bautizado en Maguncia y ha sido identificado como hijo de Harald Klak. El rey Sigifrid de Dinamarca, que reinó más tarde en el siglo IX, y su hermano Halfdan se consideran "nepotes" de Rorik de Dorestad o Horik II, según las diversas interpretaciones de los Annales Vedastini y serían sucesores indirectos de las reclamaciones de Harald por el trono de Dinamarca. Una entrada en el año 891 de los Annales Fuldenses menciona la muerte de Sigifrid junto con Godafrid. Sus muertes también se mencionan en la Gesta quorundam regum Francorum. El nombre Godafrid incita a creer que era también miembro de la misma línea familiar.
El siguiente gobernante en ser mencionado es Svend (Sweyn) que fue rey tras las conquistas del monarca sueco Olof el Descarado. Se le menciona en las crónicas de Adán de Bremen como padre de Harthacnut I. Entre los reinados de Svend y Harthacnut, Adán también cita a Sigerich como reinante durante un breve periodo. Todos podrían ser descendientes de la misma línea familiar pero las relaciones entre ellos no son precisas.
Según Geschiedenis van Nederland (1995) de Gerlof Verwey, Harald Klak tuvo un sobrino, Hemming de Frisia. Verwey argumenta que Harald Klak era hermano de Rorik de Dorestad y Harald el Joven.
Según Ragnarssona þáttr, Klakk-Harald fue padre de Thyra y suegro de Gorm el Viejo:
"Gorm tomó el reino tras su padre. Casó con Thyri, que fue llamado Salvador de Dinamarca, hija de Klakk-Harald, que era rey en Jutlandia. Pero cuando Harald murió, Gorm tomó todo el reino de Harald también bajo su control. El rey Gorm fue con sus huestes por toda Jutlandia y abolió los reinos locales hasta el río Schlei, y aumentó mucho Wendland, y luchó grandes batallas contra los sajones y se convirtió en un rey muy poderoso. Tuvo dos hijos. El mayor llamado Knut y el más joven Harald. Knut era el hombre más apuesto que nunca se había visto. El rey le amaba por encima de cualquier otro hombre, y también el pueblo. Se le llamó el Amor de los daneses. Harald se parecía a su madre y ella le amó no menos que a Knut."
Sin embargo, Gesta Danorum de Saxo Grammaticus ofrece un parentesco contradictorio de Thyra.:
"Este hombre [Gorm] fue aconsejado por sus ancianos para celebrar los ritos de matrimonio, y cortejó a Thyra, la hija de Ethelred, el rey de los ingleses, como esposa. Ella superaba a otras mujeres en seriedad y astucia, y puso la condición de su pretendiente que ella no se casaría con él hasta recibir Dinamarca como dote. Este acuerdo se hizo entre ellos, y ella se comprometió con Gorm."
Por el contexto, este Ethelred fue probablemente Etelredo de Wessex.
Ragnarssona þáttr también cita a Harald Klak como padre de Ingeborg y suegro de Sigurd Hart:
"Cuando Sigurd cumplió doce, mató al bersek Hildibrand en holmgang (duelo), y mató con una sola mano a doce hombres en esa lucha. Después Klakk-Harald le dio a su hija, que se llamaba Ingibjorg. Tuvieron dos hijos: Gudthorm y Ragnhild."
La narrativa identifica a Ragnhild como esposa de Halfdan el Negro y madre de Harald I de Noruega.
La saga Heimskringla del escaldo islandés Snorri Sturluson, cambia el nombre de la hija de Harald Klak pero mantiene el mismo linaje:
"La madre de Ragnhild fue Thorny, una hija de Klakharald rey en Jutlandia, y una hermana de Thyra Danebod que estaba casada con el rey danés, Gorm el Viejo, que entonces gobernaba sobre los dominios daneses."